# 薩摩川内市立入来中学校
薩摩川内市立入来中学校（さつませんだいしりつ いりきちゅうがっこう 英語: Iriki Junior High School）は、鹿児島県薩摩川内市入来町浦之名にある市立中学校。

## 概要
- 市町村合併で、薩摩川内市が誕生する以前は、入来町唯一の中学校であり、入来町立入来中学校であった。
- 現在の生徒数は、122名で、各学年2学級である（2016年5月1日現在）。